# Canónica de Santa María de Roca-rossa
La Canónica de Santa María de Roca-rossa, situada en el macizo del Montnegre dentro del término municipal de Tordera, fue fundada en la primera mitad del siglo XII bajo la orden de San Agustín, construyendo una iglesia con claustro y dependencias en estilo románico con algunos elementos ya del gótico.

## Historia
La primera noticia documental que conocemos es del año 1145, cuando Guerau de Cabrera, vizconde de Gerona cedió el alodio de la Fredens a un monje llamado Bernardo, para que se levantara una iglesia dedicada a Santa María. Este alodio era dentro del término de la parroquia de Santa Eulalia de Hortsavinyà en el término del Castillo de Montpalau. En la documentación, sólo aparece Santa María como una iglesia o santuario y no es hasta 1177 cuando consta la existencia del monasterio con una comunidad de religiosos. Parece que los monjes de la abadía agustiniana de Santa Maria de Vilabertrán tuvieron una intervención directa en la fundación del priorato de Roca Rossa. Con todo pero, desconocemos si la iglesia de Santa María de Roca Rossa fue consagrada.
Su breve etapa de esplendor fue entre los últimos años del siglo XII y mediados del XIII, momento en que inició su progresiva caída. La comunidad agustiniana de Roca Rossa nunca pasó de ser un modesto priorato.
En 1592, la canónica de Roca-rossa pasa a formar parte de la nueva diócesis de Solsona. Con la muerte del último prior en 1630 se incorpora definitivamente a esa sede episcopal. Los canónigos de Solsona se encargaron de cobrar las rentas del priorato de Roca-rossa pero prácticamente abandonaron el mantenimiento de sus edificios monásticos. En 1667 ya no había ningún sacerdote y la propia iglesia era un almacén de madera. En el siglo XVIII la iglesia tenía culto ocasional y sobre los restos de los antiguos edificios se levantó una masía. La iglesia se mantuvo entera hasta mediados del siglo XX cuando empezó el expolio y degradación definitiva hasta hoy que ya se ha derrumbado parte de la bóveda.